# 広島仏壇
広島仏壇（ひろしまぶつだん）は広島県広島市でつくられる仏壇のこと。経済産業大臣指定伝統的工芸品と同地の伝統工芸品でもある。

## 概要
浄土真宗西本願寺派の仏壇が主製品である。
江戸時代初期に来た紀伊国出身の職人（金具や桧物の細工士、塗師）が基礎となり、僧侶の敦高（とんこう）がもたらした京都や大坂での製造技術が加わって形成されたとされる。大正末期には仏壇生産量全国一位となり知名度を上げた。
太平洋戦争での壊滅的被害の後に復興した。1978年（昭和55年）時点での企業数は114、生産量1万3200本、出荷額35億円である。

## 特徴
下地に牡蠣殻を使用している。木地はスギ、松、ヒノキなどの木材を使用する。また、木地の構造は、釘を使わない「ほぞ組み」にする。

## 仏壇通り
広島市の銀山町から堀川町を結ぶ通りは通称仏壇通りと呼ばれている。これは広島仏壇の店が多いことに由来する。付近はバーやパチンコ店、飲食店などが多い。